# Ricardo Morillo
Ricardo Morillo (San Paolo, 29 settembre 1966) è un ex giocatore di calcio a 5 brasiliano, campione del mondo con la nazionale brasiliana nel 1992.

## Carriera
Morillo ha disputato il FIFA Futsal World Championship 1992 in cui la nazionale brasiliana ha vinto il secondo titolo iridato. Si tratta dell'unica rassegna mondiale disputata dal difensore.

## Palmarès
- Campionato mondiale: 1

Hong Kong 1992